# Тотални фудбал
Тотални фудбал (хол. totaalvoetbal) је тактички систем у фудбалу у којем било који спољни играч може да преузме улогу било ког другог играча у тиму. Играча који се помери са своје позиције замењује други из његовог тима, чиме се задржава планирана организациона структура тима. У овом флуидном систему, ниједан играч на терену није фиксиран у унапред одређеној улози, свако може сукцесивно да игра као нападач, везни и дефанзивац. Једини играч који мора остати на одређеној позицији је голман.
Тактички успех Тоталног футбала у великој мери зависи од прилагодљивости сваког фудбалера у тиму, посебно од способности да брзо мења позиције у зависности од ситуације на терену. Теорија захтева да играчи буду комфорни у више позиција, дакле, захтева интелигентне и технички разноврсне играче.
Менаџер Ринус Михелс је генерално заслужан за увођење овог система током 1970-их,  у холандском клубу Ајакс и фудбалској репрезентацији Холандије. Међутим, неки аутори указују на Златни тим Мађарске из 1950-их који су играли у сличном стилу као што се игра Тотал футбал.

## Историја

### Пре-1970.
Прве темеље за оно што је касније постало познато као Тотални фудбал поставио је Хуго Мајзл са својим „Вундертимом”. Мајслова фудбалска репрезентација Аустрије постала је вероватно прва екипа која је играла Тотални фудбал. Мајслов утицај сегао је ван граница Аустрије, пошто је две деценије касније репрезентација Мађарске (позната и као „Златни тим“) играла сличан стил фудбала под вођством тренера Густава Шебеша.
Други тим који је играо сличан стил као Аустријанци, био је Торино („Гранде Торино“ како се тим звао) 1940-их. Између 1941. и 1947. године, аргентински клуб Ривер Плејт формирао је изузетан тим, познат као „Ла Макина“ (Машина), чији је напад који су формирали Карлос Муњоз, Хозе Мануел Морено, Адолфо Педернера, Анхел Лабруна и Феликс Лустау усавршио „стил лажне деветке” и стална промена позиција напада. Ла Макина је освојила неколико аргентинских и међународних титула.
Касних 1950-их и раних 1960-их, Барнли је играо обновљени систем енглеског фудбала „где је сваки играч могао да игра на свакој позицији“ под менаџером Харијем Потсом.  Овај тотални фудбалски систем довео је клуб до титуле прве лиге у сезони 1959/60. и освојио многе похвале, укључујући дивљење најбољег стрелца енглеске прве лиге свих времена Џимија Гривса.] Још један пионир био је Вик Бакингем, менаџер Вест Бромвич албиона, Ајакса и Барселоне 1950-их и 1960-их, пошто је фудбалско образовање које је успоставио помогло прогресивној природи фудбалског типа Ринуса Михелса и касније Јохана Кројфа, играча који је представљен у први тим Ајакса управо од Бакингема.

### Тоталвоетбал школе
Ринус Михелс, који је играо под Рејнолдсом, касније је постао менаџер Ајакса 1965. године. Михелс је развио тактику Тоталног фудбала после 1970. године, што је најважније увођењем нападача Јохана Кројфа, можда најпознатијег експонента система. Иако је Кројф био постављен као центарфор, Михелс је охрабривао Кројфа да се слободно креће по терену, користећи техничке способности и интелигенцију да искористи слабости у опозицији и створи шансе. Кројфови саиграчи су такође радили на томе да се прилагоде у складу са тим, редовно мењајући позиције како би осигурали да тактичке улоге у тиму буду доследно попуњене. Аустријски тренер Ернст Хапел прерадио је теорију како би увео снагу, охрабрујући своје играче да играју чвршће током његових периода у АДО Ден Хагу и Фејенорду. Хапел је такође довео репрезентацију Холандије до вицешампиона на Светском првенству 1978.
Главна компонента је била употреба простора, са потребом да се доследно креира простор који је централан за концепт Тоталног фудбала. Бивши дефанзивац Ајакса Бари Хулшоф описао је то као „[ствар] о којој смо све време разговарали. Кројф је увек причао о томе где да трчи и где да стоји, а када да се не креће“.  Он је даље елаборирао да је промена положаја била могућа само због одговарајуће просторне свести. Он је такође описао да је Тотални Фудбал проактиван, као и да је истакао употребу пресинга, који би се користио да се поврати лопта или стави противник под појачан притисак. Михелс и Кројф су постигли невиђени успех са системом, освојивши осам титула Ередивизије, три европска купа и један Интерконтинентални куп.  Оштар успон Тоталног фудбала и његове нападачке способности такође су били повезани са „смртом Катенача“, италијанског система који се у великој мери ослањао на одбрану коју је промовисао Хеленија Ерере са Интернационалом током 1960-их.
Тотални фудбалски систем је био склон поразу, што се посебно догодило у финалу Светског првенства у фудбалу 1974. у којем су учествовале Холандија и Западна Немачка. Михелс и Кројф су видели да је њихова способност да уведу плејмејкинг угушена у другом делу меча ефектним ударцем Бертија Фогтса. Ово је омогућило Францу Бекенбауеру, Улију Хенесу и Волфгангу Оверату да стекну упориште у средини терена, и то је омогућило Западној Немачкој да победи са 2 : 1.

### Модерна ера
Надовезујући се на темеље Тоталног фудбала, нови тактички систем је развијен у ФК Барселони (нарочито под менаџером Јосепом Гвардиолом) и репрезентацији Шпаније током касних 2000-их и почетком 2010-их. Ово је постало познато као „Игра позиција” или Тики-така.

### Коментар
Једини аутентични представници Тоталног фудбала су биле репрезентације Аустрије (Вундертим), Мађарске (Златни тим) и Холандије (Кројф) и то све у размаку од 20. година. Заједничко им је да иако су играли најбољи и најлепши фудбал свог времена никада нису успели да освоји титуле Светског шампиона иако су стизале до финала (Мађарска и Холандија по 2 пута) а Аустрија до полуфинала. Са друге стране једини фудбалски клуб који је револуцинирао Тотални фудбал је Ајакс, он је освојио дванаест врхунских клупских титула. 
Тренери који могу да се похвале да су увели овај систем у фудбал су, опет по 20. година разлике, Хуго Мајзл, Густав Шебеш и Ринус Михелс.